# Veia nasofrontal
A veia nasofrontal é uma veia no olho que drena para a veia oftálmica superior.